# Petra Jindrová Lupínková
Petra Jindrová Lupínková (* 8. května 1964) je česká herečka, dabérka a režisérka dabingu.
Zahrála si např. v Případech 1. oddělení, ve filmech Jak svět přichází o básníky, seriálu Vzteklina nebo v dramatu Skalpel, prosím. Dabingové herectví uplatnila ve filmech Královna Alžběta, Téměř dokonalý zločin, Shrek 2, Příběh žraloka, Toy Story 4: Příběh hraček nebo v seriálech Animáci, Futurama a Kačeří příběhy. Od 1. série dabuje v Simpsonových.
Píše též dialogy k zahraničním filmům a seriálům. V roce 2017 byla oceněna jako jeden ze tvůrců za dabingové zpracování audiovizuálního díla Až tam nezbyl žádný. Účinkuje v Divadle Pavla Trávníčka. Vystudovala pražskou konzervatoř (obor hudebně dramatický).